# Péault
Péault település Franciaországban, Vendée megyében. Lakosainak száma 618 fő (2022. január 1.). Péault La Bretonnière-la-Claye, Corpe, La Couture, Les Magnils-Reigniers és Mareuil-sur-Lay-Dissais községekkel határos.

## Népesség
A település népességének változása:
| Lakosok száma | 564  | 592  | 616  | 610  | 609  | 608  | 611  | 611  | 618  |
|               | 2013 | 2015 | 2016 | 2017 | 2018 | 2019 | 2020 | 2021 | 2022 |